# Céltigos (Ortigueira)
Céltigos (llamada oficialmente San Xulián de Céltigos) es una parroquia española del municipio de Ortigueira, en la provincia de La Coruña, Galicia.

## Entidades de población
Entidades de población que forman parte de la parroquia:
- A Brixela
- A Caridad
- A Fonte
- A Graña
- A Leira
- As Painceiras
- As Rilleiras
- Barral (O Barral)
- Bimbiero (O Vimbieiro)
- Callobre
- Entornacarros
- Figueiras
- Fonterredonda
- Mandín
- Mazorgán
- O Aro
- O Cabaleiro
- O Cale (O Cal)
- O Orto
- O Pedrido
- O Viso
- Oldar
- Os Carrís
- Os Furoces
- Os Pumares
- Penas das Seixas
- San Felipe
- Tope

## Despoblado
- A Costoira

## Demografía
| Gráfica de evolución demográfica de Céltigos entre 2000 y 2020 |
|                                                                |
| Datos según el nomenclátor publicado por el INE.               |